# Agromyza hardyi
Agromyza hardyi är en tvåvingeart som beskrevs av Spencer 1986. Agromyza hardyi ingår i släktet Agromyza och familjen minerarflugor.
Artens utbredningsområde är Utah. Inga underarter finns listade i Catalogue of Life.